# Charles G. Finney
Pour les articles homonymes, voir Finney.
Charles Grandison Finney, né en 1905 et mort en 1984, est un écrivain américain de fantasy. Il est connu surtout pour son roman Le Cirque du Dr Lao publié en 1935.

## Biographie
Charles Grandison Finney naît le 1er décembre 1905 à Sedalia dans le Missouri. Selon certaines sources, il est l'arrière petit-fils du pasteur Charles Grandison Finney,, figure importante du protestantisme aux Ėtats-Unis au cours du XIXe siècle ; selon d'autres sources, il n’entretient avec lui aucun lien de parenté .
Charles Finney étudie à l'Université du Missouri. De 1927 à 1929, il effectue un service militaire dans l'infanterie, à Tientsin en Chine, qui marque profondément son œuvre littéraire.
À son retour aux Ėtats-Unis, il s'établit en Arizona à Tucson où il exerce la profession de journaliste à l'Arizona Daily Star. Il y commence sa carrière comme correcteur et en devient le rédacteur en chef en 1965. Il prend sa retraite en 1970. Parallèlement il publie entre 1935 et 1976 deux romans et une dizaine de nouvelles ainsi qu'une autobiographie, en 1961, sous le titre The Old China Hands.
Il meurt le 16 avril 1984 des suites d'une longue maladie à Pima dans l'Arizona,. Ses archives (correspondance, manuscrits, photographies) sont conservées à l’Université de l'Arizona.

## Le Cirque du Dr Lao
The Circus of Dr Lao est le premier roman de Charles G. Finney et aussi le plus connu. Il est publié aux États-Unis en 1935, directement en volume par Viking Press, et illustré par Boris Artzybasheff.
Il relate le passage d’un cirque étrange dans la petite ville d’Abalone en Arizona quelque temps après la Grande Dépression. Dirigé par un docteur chinois nommé Lao qui semble immortel, assisté du magicien cynique Appolonius de Tyane, le cirque présente une galerie hétéroclite de personnages mythologiques ou légendaires rassemblés au cours des siècles : un satyre, une sirène, un sphinx, un serpent de mer, une méduse, une licorne, un loup-garou, une chimère, etc. ainsi que d’autres créatures originales imaginées par l’auteur comme le chien d’herbe ou le personnage qui, selon qui le regarde, est un homme ordinaire, un Russe ou un ours. L’auteur a porté une attention aussi grande aux citoyens d’Abalone venus assister au spectacle qu’aux attractions du cirque et fait intervenir certains d’entre eux de façon récurrente : le correcteur d’un journal local, un cheminot et sa famille, deux inspecteurs de l’hygiène, la famille d’un plombier qui vient de trouver un nouveau travail, une veuve, une professeure de littérature, deux étudiants imbibés d’alcool, un militaire démobilisé et de nombreux autres.
Le court roman n’est pas découpé en chapitres. Il est constitué de brèves scènes qui s’enchaînent chronologiquement. L’action se déroule sur une journée. Le lecteur assiste à l’annonce du spectacle, à la parade, au spectacle proprement dit puis au départ du cirque suivant le point de vue de différents habitants d'Abalone. Parfois poétique, continuellement teinté d’humour, et d’érotisme, le roman prend volontiers une tournure philosophique et critique, envers la religion notamment. Après un numéro faisant voir un sabbat de sorcières, le spectacle du cirque culmine dans une scène grandiose au cours de laquelle une vierge est offerte en sacrifice au dieu Yottle, « bloc de bronze omnipotent, omniscient et omniprésent ». À la suite du roman, un catalogue recense brièvement personnages et motifs et rassemble des questions destinées à relancer la réflexion et l’imagination du lecteur.
À sa sortie The Circus of Dr Lao est désigné ″Most original book″ of 1935. Son succès est durable aux États-Unis et les rééditions nombreuses. Il figure encore au palmarès des 100 meilleurs livres de fantasy établi par James Cawthorn et Michaël Moorcock en 1988. Il est reconnu comme une source d’inspiration majeure pour La Foire des ténèbres de Ray Bradbury (1962) et pour La Dernière licorne de Peter S. Beagle (1962).
Une adaptation cinématographique en est tirée en 1964 par le réalisateur George Pal sous le titre The Seven Faces of Dr Lao. Le scénario de Charles Beaumont fait intervenir de nouveaux personnages et se termine d’une façon différente. Présenté au festival du film fantastique d’Avoriaz en 1976, le film n’a jamais été distribué en France.
Le roman est traduit en France seulement en 1979, par Michel Deutsch, et publié dans la collection J’ai lu, sous une couverture de Philippe Caza. Quarante ans plus tard, il n’a pas fait l’objet d’autres éditions. En 1993, Jacques Finné le qualifie de « coup exceptionnel » et de « classique du modern style littéraire  [...] servi par une langue protéiforme et un très grand art du portrait satirique ». En 2002, Patrick Marcel le présente dans son Atlas des brumes et des ombres comme « un roman au ton étrange » où « l’émerveillement répond à contretemps ». En 2018, le site ActuSF y voit encore « un véritable joyau baroque » et « un véritable chef-d'œuvre », il lui accorde « une place de choix au Panthéon des œuvres marquantes de la science-fiction » et considère le cirque de fiction décrit dans le roman comme « le plus extravagant de toute l'histoire de la littérature ».
En 2019, une allusion aux personnages du Dr Lao est faite dans le second tome de la bande dessinée Benjamin Blackstone, scénarisé par Nicolas Perge et François Rivière.

## Publications en français

### Roman
- Le Cirque du Dr. Lao, J'ai lu, 1979 (The Circus of Dr. Lao, Viking Press, 1935), trad. Michel Deutsch, 160 p.  (ISBN 2-277-11948-2)

### Nouvelles
- « The Black Retriever » [« Le Grand Chien noir »]  (trad. Alex Dieumorain), Fiction, Paris, OPTA, no 63,‎ février 1959 (ISSN 0223-4742).
- « The Gilashrikes » [« Les Petits Monstres »]  (trad. P. J. Izabelle), Fiction, Paris, OPTA, no 66,‎ novembre 1961 (ISSN 0223-4742).
- « The Iowan's Curse » [« Le Vieil Homme et le désert »]  (trad. René Lathière), Fiction, Paris, OPTA, no 70,‎ septembre 1959 (ISSN 0223-4742).
- « The Captivity » [« Captivité »]  (trad. Élisabeth Gille), Fiction, Paris, OPTA, no 103,‎ juin 1962 (ISSN 0223-4742).